# Radbrækning
Radbrækning er en gammel henrettelsesmetode. Radbrækning brugtes efter Danske Lov i forbindelse med de groveste forbrydelser. 
Den dømte fik fastspændt på skafottet knust sine knogler med en kølle eller et vognhjul. (Ordet er afledt af tysk "Rad" – "hjul") Den dømte kunne blive radbrækket "fra neden" eller "fra oven". At blive "radbrækket fra neden" var den værste straf; bøddelen knuste tæer, ankler, skinneben, lårben etc., indtil han nåede til nakken. At blive "radbrækket fra oven" betød, at bøddelen med det første slag knuste nakkehvirvlerne på den dømte og først derefter knuste brystkasse, lårben, skinneben etc. 
Radbrækingen blev normalt fulgt af at kroppen flettedes på et hjul, som blev sat på en stage (hjul og stejle), der fik lov til at stå på galgebakken indtil alle knoglerne var faldet ned.
Straffen er sandsynligvis ikke brugt i kongeriget Danmark efter omkring 1700.